# 茘城区
茘城区（中国語: 荔城区、れいじょうく）は中華人民共和国福建省莆田市に位置する市轄区。

## 歴史
2002年2月1日、莆田県が廃止される際に、秀嶼区と共に設置された。

## 行政区画
下部に2街道、4鎮を管轄する。
- 街道
  - 鎮海街道、拱辰街道
- 鎮
  - 西天尾鎮、黄石鎮、新度鎮、北高鎮

## 交通

### 道路
- 高速道路
  -  瀋海高速道路
  -  莆炎高速道路（中国語版）
  -  秀永高速道路（中国語版）
- 国道
  - G228国道
  - G324国道